# Metalimnobia (Tricholimonia) congoensis
Metalimnobia (Tricholimonia) congoensis is een tweevleugelige uit de familie steltmuggen (Limoniidae). De soort komt voor in het Afrotropisch gebied.